# Marjan Fabjan
Marjan Fabjan, slovenski judoist in trener, * 3. maj 1958, Celje. 
Je ena najpomembnejših osebnosti judoističnega športa na Slovenskem. Že kot tekmovalec je bil zelo uspešen na nacionalni in manj na mednarodni ravni. Bil je štirikratni prvak Jugoslavije v svoji kategoriji. Nekaj let je tekmoval in živel tudi v tujini. Po osamosvojitvi Slovenije se je vrnil v domovino in se posvetil treniranju. 
Je ustanovitelj in glavni trener kluba Judo klub Z'dežele Sankaku Celje, ki je proizvedel vrsto mednarodno zelo uspešnih tekmovalcev v judu. Leta 2003 je prejel Bloudkovo plaketo za pomemben prispevek pri razvoju juda v Sloveniji. Leta 2012 pa je dobil še bolj cenjeno Bloudkovo nagrado. 
Julija 2025 ga je več nekdanjih tekmovalk anonimno obtožilo spolnih zlorab in nasilja, zaradi česar je bila uvedena tudi policijska preiskava. Sam obtožbe zanika.

## Tekmovalna kariera[3]
Marjan je nastopal v glavnem v kategoriji do 78 kg in je bil aktiven med letoma 1973 ter 1994. S samim judom se je začel ukvarjati pri enajstih letih v domačem klubu Ivo Reya Celje. 

### Med kadeti
Leta 1973 je nastopil na republiškem prvenstvu Slovenije v Mariboru in osvojil tretje mesto v kategoriji do 65 kg. Dve leti kasneje je na tekmovanju v Ljubljani v kategoriji do 75 kg osvojil naslov republiškega kadetskega prvaka. 

### Mladinci
Med mladinci je dvakrat osvojil naslov jugoslovanskega prvaka v kategoriji do 78 kg, in sicer v letih 1977 ter 1978. V tem drugem letu je dosegel enega svojih največjih uspehov, ko je na kontinentalnem tekmovanju mladincev Evrope osvojil bronasto medaljo. 

### Članska tekmovanja

#### Kategorija do 78 kg
Na turnirjih med člani je tekmoval od leta 1977 do 1992 v kategoriji do 78 kg. Še kot mladinec je leta 1977 postal republiški prvak Slovenije in podprvak Jugoslavije. Naslednjega leta, 1978, je prvič postal jugoslovanski prvak na tekmovanju v Mariboru. Dosežek, ki ga je kasneje ponovil še trikrat, in sicer v letih 1979, 1981 in zadnjič, četrtič leta 1984. Poleg tega je bil še dvakrat podprvak, leta 1980 in 1986. Torej skupno štirikratni prvak in trikratni viceprvak Jugoslavije. K temu pa je dodal še dvakrat tretje mesto v letih 1983 in 1985. 

#### Avstrija
Konec osemdesetih se je Fabjan preselil v Avstrijo in bil tudi tam uspešen. Najprej je leta 1988 osvojil tretje mesto nato pa bil dvakrat zapored v letih 1989 in 1990 državni prvak.

#### Slovenija
V času okoli slovenske osamosvojitve se je Marjan vrnil v domovino in v svojem tekmovalnem zenitu dosegel še nekaj uspehov. Tako je leta 1992 na turnirju na Ptuju postal državni prvak. Naslov, ki je postal njegov zadnji uspeh v kategoriji do 78 kg. 

#### Kategorija do 86 kg
V letih 1993 in 1994 je nastopal v konkurenci do 86 kg. To je bil tudi njegov zaključni čas aktivnega nastopanja saj se je tedaj že nekaj časa ukvarjal s treniranjem in delom v njegovem judo klubu. Sledili so zadnji tekmovalni uspehi na slovenski ravni. Tako je najprej leta 1993 osvojil bron, naslednje leto pa srebro na državnem tekmovanju. 
Leta 1994 je Fabjan zaključil tekmovalno kariero in se povsem posvetil delovanju z drugimi judoisti v svojem klubu. Delovanju, ki mu je prineslo veliko nadaljnih uspehov. 

## Trenerstvo in lasten klub
Še pred zaključkom aktivnega nastopanja se je začel posvečati treniranju drugih. Ker pa v lokalnem okolju ni našel skupne besede glede posluha in pristopa do juda, je leta 1990 ustanovil lasten klub v katerem se je lahko posvetil delu glede na lastna prepričanja. V prvih letih je klub deloval v dokaj skromnih razmerah toda počasi se je s fabijevim delom in vztrajnostjo začelo postavljati temelje za kakovostno delo z mladimi judoisti željnimi znanja in treniranja tega zahtevnega športa. 
Leta 1992 je nastal tako imenovani Budokan Fabjan, vadbeni objekt na lokaciji Lopata, Celje, poimenovan po njem. Od istega leta se klub imenuje Sankaku (japonsko: trikotnik) kasneje pa so še pridodali ime sponzorja, "Z'dežele", po blagovni znamki Celjskih mesnin.

### "Zlatarstvo Fabjan"
Kot glavni trener in mentor je vzgojil celo vrsto mednarodno uspešnih judoistk in judoistov; Urška Žolnir, Petra Nareks, Lucija Polavder, Rok Drakšič, Tina Trstenjak in Ana Velenšek so med najuspešnejšemi poleg številnih drugih. Vsi priznavajo Marjanovo delo z njimi za enega ključnih elementov na njihovi poti do uspeha. 
Mednarodni uspehi Fabjanove šole so se pričeli nekako okoli leta 2002. Takrat je bilo prvič organizirano Evropsko prvenstvo na slovenskih tleh, in sicer v Mariboru. Na tem turnirju je Petra Nareks osvojila tretje mesto oziroma bronasto medaljo. Dosežek, ki ga je ponovila v naslednjih dveh letih. Nato sta se ji pridružili še Lucija Polavder in Urška Žolnir. Slednja je poskrbela leta 2004 za prvo olimpijsko medaljo in leta 2012 za prvo olimpijsko zlato. Eden od vrhuncev klubskega uspeha je prišel leta 2009 z naslovom ekipnih evropskih klubskih prvakinj v Parizu.
Za naslednji vrhunec Fabjanovega klubskega uspeha lahko označimo OI 2016 na katerih sta bili prvič osvojeni dve medalji. Le ti sta priborili predstavnici novega vala Tina Trstenjak in Ana Velenšek. V tem času je judo postal najuspešnejša športna disciplina poletnih olimpijskih iger v samostojni Sloveniji. 
Trenutno Marjanov klub dela s preko tristotimi člani, ki jih trenira približno 20 trenerjev.

## Osebno[6]
Rojen je bil kot četrti otrok očeta Mirka Fabjana in matere Jožefe. Oče je bil po rodu slovenski primorec iz Štanjela, in je na celjsko pribegnil potem, ko je dezertiral iz italijanske vojske v kateri se kot Slovenec ni počuti domače. Mati je bila gospodinja, oče pa čevljar, ki se je zaposlil na Zavodu za rehabilitacijo invalidov. Oba je izgubil že zelo zgodaj kar ga je utrdilo v življenju. 
Po poklicu je zlatar in je bil zaposlen v Zlatarni Celje. V intervjuju po osvojeni zlati olompijski medalji Tine Trstenjak se je zato pošalil češ, da je zlatar in da zlato sodi k njegovemu poklicu.
Učil se in prijateljeval je z srbskim judoistom Radomirjem Kovačevićem, ki je za Jugoslavijo osvojil bron na OI 1980 v Moskvi. Kovačević je preživel več let v domovini juda na japonskem in se je tam dogovoril za bivanje tudi za Marjana vendar se le ta ni odločil za pot tja. 
Živi skupaj s svojo življenjsko spremljevalko Simono Lotrič, ki jima je leta 2011 rodila sina Jana. Tudi Simona se ukvarja z judom in delom v Fabjanovem klubu kjer poučuje najmlajše. 
Vsakič, ko so njegovi varovanci dosegli kak uspeh na olimpijskih igrah je storil kaj posebnega. Tako se je po dveh kolajnah na enih igrah 21. avgusta 2016 odpravil peš na pot od Celja do Brezij dolgo 106 km.

## Dokumentarec o Fabjanu
Leta 2013 je TV SLO v režiji Zvezdana Martiča posnela dokumentarni film z naslovom »Mehek kot skala - zgodba o Marjanu Fabjanu«. Dokumentarec pripoveduje življenjsko zgodbo Marjana Fabjana vse od njegovega otroštva do osvojene zlate olimpijske kolajne Urške Žolnir leta 2012.

## Nagrade in priznanja
Za svoje delo na področju treniranja in delovanja judo kluba je Marjan prejel številne nagrade in priznanja tako s strani države kot tudi lokalnega in mednarodnega okolja. 
Na državni ravni je najprej leta 2003 ob prvem mednarodnem uspehu prejel Bloudkovo plaketo. Nato je po prvi zlati olimpijski medalji leta 2012 postal dobitnik Bloudkove nagrade. 